# Czapscy herbu Leliwa
Czapscy, także Hutten-Czapscy (niem. Grafen von Hutten-Czapski) – pomorski ród szlachecki herbu Leliwa z dewizą Vitam patriae, honorem nemini („życie ojczyźnie, honoru nikomu”), pochodzący ze wsi Czaple lub Czapelki, od której przyjął nazwisko. Pojawił się tam na początku XIV wieku.

Herb Leliwa

Herb hrabiowski Czapski (zabór pruski)

Herb hrabiowski Hutten-Czapski (zabór rosyjski)

## Legenda rodowa
Według legendy rodowej, stworzonej przez genealogów prawdopodobnie w XVIII wieku, Czapscy są boczną gałęzią prastarego i sławnego frankońskiego rodu von Hutten, który pojawił się w roku 930 – Ehrenreich von Hutten brał w tym roku udział w wyprawie Henryka I Ptasznika, króla Niemiec, przeciwko Hunom. Choć niemieccy genealogowie wywodzą nieprzerwaną linię frankońskich Huttenów od Rudolfa, który żył ok. roku 1179, genealogowie Czapskich zlokalizowali ich przodka jeszcze wcześniej – miał nim być rycerz Dietrich von Hutten, który wraz z paroma innymi szlachcicami frankońskimi został w roku 1112 wezwany przez Bolesława Krzywoustego na pomoc w walce przeciw pogańskim Prusom. Hutten wyróżnił się w  roku 1113 w bitwie pod Nakłem, po czym  Krzywousty pasował go na rycerza i nadał mu herb Leliwa oraz wieś Smoląg w pobliżu Starogardu na Pomorzu Gdańskim. Potomkowie Dietricha Huttena przyjęli pod późniejszym panowaniem krzyżackim nazwisko panów von Smolangen. Hugo I von Smolangen, poseł stanów pruskich, stanął w czasie wojny trzynastoletniej Polski z Zakonem po stronie króla Kazimierza Jagiellończyka; syn jego Hugo II von Smolangen został w roku 1482 kasztelanem gdańskim. Synowie Hugona Sebastian, podkomorzy pomorski, i Juliusz, sędzia tczewski, powrócili do rodowego nazwiska Hutten, ale w spolonizowanej formie „Czapski” (od niemieckiego Hut, kapelusz, czapka). Od tego czasu datują się linie Czapskich bąkowska, smętowska i swarożyńska.
Bracia Mikołaj i Józef Czapscy, obaj dawni generałowie I Rzeczypospolitej, otrzymali od króla Fryderyka Wilhelma III 27 września 1804 hrabiowski tytuł pruski z nadaniem przydomka von Hutten. W roku 1861, 3 września, tytuł taki otrzymał również Bogdan Hutten-Czapski, ordynat na Smogulcu. 
Gałąź Czapskich osiadła od pocz. XIX wieku w Stańkowie na Mińszczyźnie i Wołyniu uzyskała w latach 1874, 1895 i 1900 rosyjskie potwierdzenie tytułu. Wśród Czapskich  było w latach 1683–1795 trzynastu senatorów, sześciu kawalerów Orła Białego i do 1863 trzech kawalerów Virtuti Militari, a w XX wieku dwóch przeorów polskiej prowincji Zakonu Maltańskiego. Od 19 marca 1923 istnieje związek familijny. Obecni potomkowie po mieczu linii hrabiowskiej żyją w USA. Istnieją gałęzie nieutytułowane oraz inna rodzina o tym samym nazwisku, Czapscy herbu Grzymała.

## Ważniejsi potomkowie rodu do końca XVIII wieku

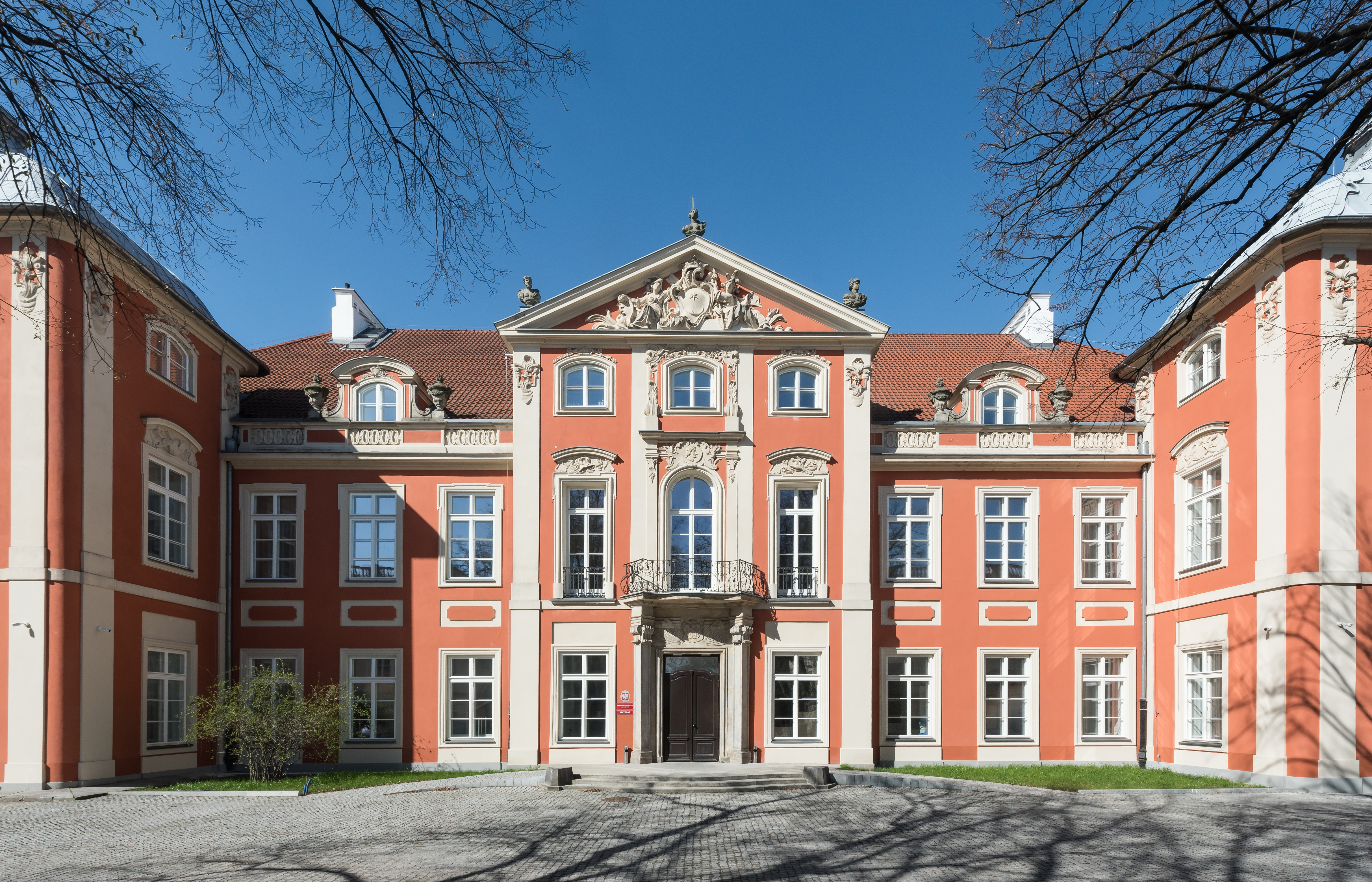
Pałac Czapskich w Warszawie

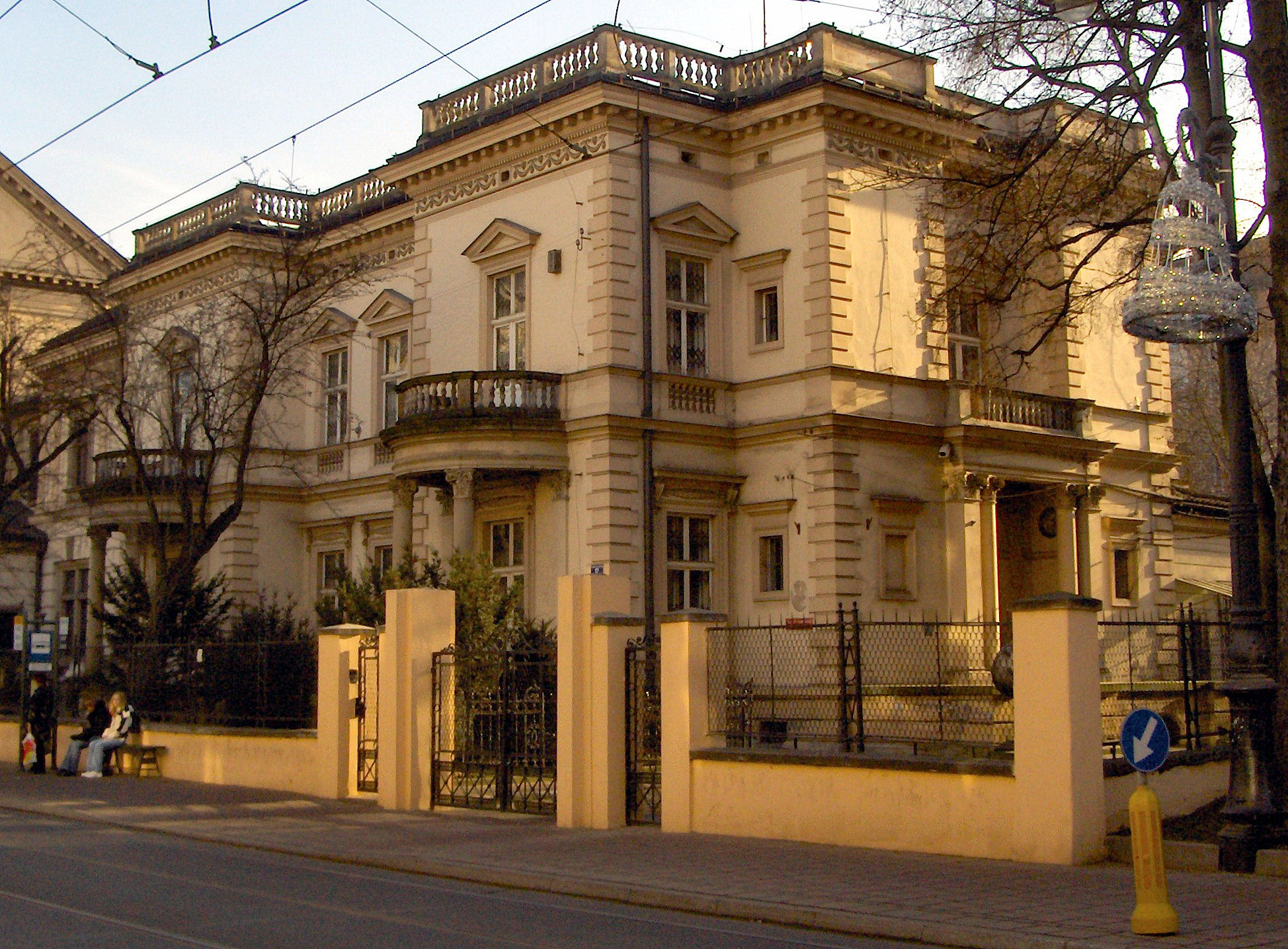
Pałac Czapskich w Krakowie

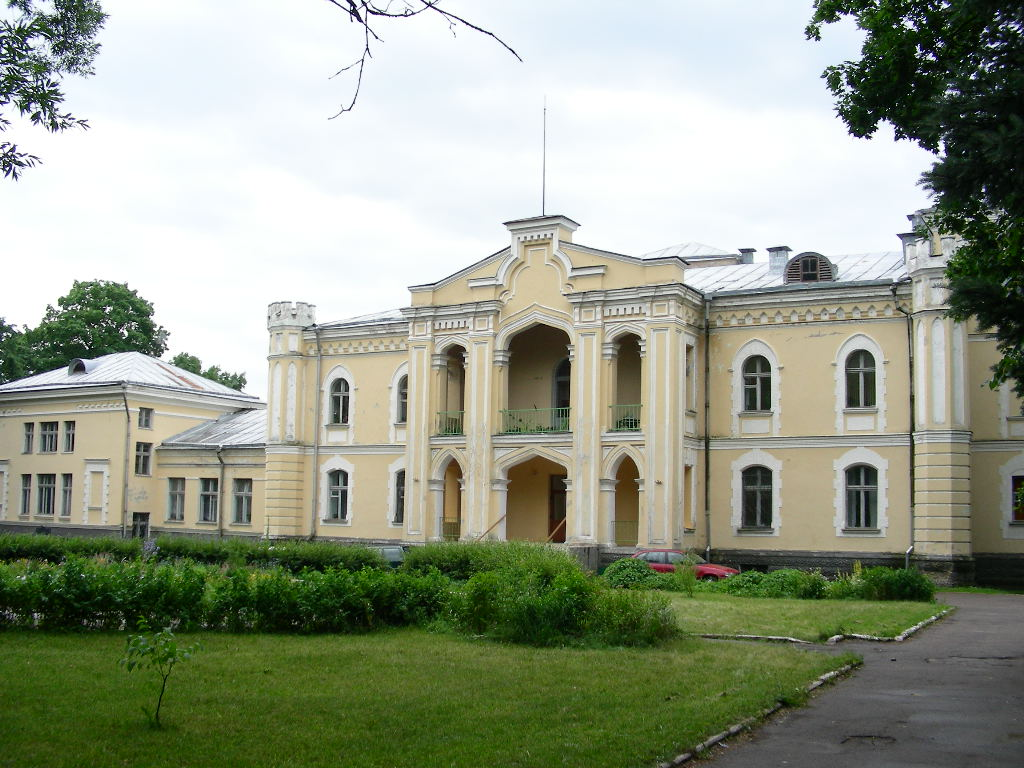
Pałac Czapskich w Przyłukach

- Piotr (XVII wiek) – podkomorzy chełmiński;
- Franciszek Mirosław Czapski (XVII wiek) – chorąży pomorski, później podkomorzy malborski, uczestnik bitwy pod Beresteczkiem;
- Aleksander Jan Czapski (1658–1711), podkomorzy malborski;
- Jan Chryzostom Czapski (1656–1716), podkomorzy pomorski, później kasztelan elbląski, uczestnik odsieczy wiedeńskiej;
- Tomasz Franciszek (1675–1733), biskup chełmiński;
- Jan Ansgary (1699–1742), wojewoda chełmiński, podskarbi wielki koronny;
- Walenty Aleksander (1682–1751), biskup przemyski i kujawski;
- Ignacy Czapski (1699–1746), kasztelan gdański;
- Tomasz Czapski (1711–1784), starosta knyszynski, wzniósł Pałac Czapskich w Warszawie;
- Franciszek Stanisław Kostka (1725–1802), ostatni wojewoda chełmiński;
- Michał Czapski (1702–1796), ostatni wojewoda malborski;
- Antoni Michał Czapski (1725–1792), starosta chełmiński, generał-lejtnant wojsk I RP.

## W XIX i XX wieku
- Aleksandra Hutten-Czapska – pisarka
- Bogdan Hutten-Czapski – pruski polityk, kawaler maltański
- Elżbieta Hutten-Czapska – numizmatyczka, żona Emeryka Hutten-Czapskiego
- Emeryk Hutten-Czapski – kolekcjoner, numizmatyk, uczony
- Emeryk August Hutten-Czapski – polityk, dyplomata i wojskowy, kawaler maltański
- Jerzy Hutten-Czapski – działacz społeczny, polityczny i gospodarczy, marszałek szlachty guberni mińskiej
- Józef Czapski – artysta malarz, pisarz, major WP
- Karol Hutten-Czapski – prezydent Mińska Litewskiego
- Maria Czapska – historyczka literatury, eseistka